# Alopecurus marssonii
Alopecurus marssonii är en gräsart som beskrevs av Heinrich Carl Haussknecht. Alopecurus marssonii ingår i släktet kavlen, och familjen gräs. Inga underarter finns listade i Catalogue of Life.